# کلپوره‌ای
کلپوره‌ای، روستایی در دهستان روداب غربی بخش بروات شهرستان بم در استان کرمان ایران می باشد.

## جمعیت
بر پایه سرشماری عمومی نفوس و مسکن در سال ۱۳۹۵، جمعیت این روستا برابر با ۲۳ نفر (۶ خانوار) بوده‌است.